# Загревський Іван Парфентійович
Іван Парфентійович Загревський (нар. 2 жовтня 1925, село Таранівка, тепер Зміївського району Харківської області) — український радянський діяч, голова колгоспу імені Леніна села Лигівки Сахновщинського району Харківської області. Депутат Верховної Ради УРСР 10-го скликання.

## Біографія
У 1943—1950 роках служив у Радянській армії. Учасник німецько-радянської війни.
Освіта вища. Закінчив Харківський сільськогосподарський інститут.
У 1958—1961 роках — керуючий відділку, головний агроном радгоспу імені XVII партконференції Харківської області.
Член КПРС з 1960 року.
У 1961—1969 роках — директор радгоспу «Червоний степ», начальник Сахновщинського районного управління сільського господарства Харківської області.
З 1969 року — голова колгоспу «Жовтневі зорі», голова колгоспу імені Леніна села Лигівки Сахновщинського району Харківської області.
Потім — на пенсії в смт. Сахновщині Харківської області.

## Нагороди
- орден Леніна
- орден Вітчизняної війни ІІ ст. (6.04.1985)
- медалі
- заслужений працівник сільського господарства Української РСР